# Église Saint-Martin de Juvigny
L'église Saint-Martin est un lieu de culte catholique, situé en Haute-Savoie, sur la commune de Juvigny.

## Histoire
L’église actuelle est construite sur l’emplacement de l’ancien édifice en 1841. 

## Description
La porte d’entrée provenant de la primitive église date du XVe siècle, ornée d’une inscription portant le monogramme du Christ et de la Vierge.
L'intérieur de l'édifice fut restauré en 2000, en trompe-l'œil.
La cloche, de 1723, est classée au titre objet des Monuments historiques, depuis 1943.